# 反社会型人格障碍
（ASPD），略称反社会型人格，又称逆社会型人格障碍、社会变态、心理变态，是以频繁违反社会行为规范、藐视乃至侵犯他人权利为主要特征的一種人格障碍。反社会型人格患者缺乏责任感，道德意識淡泊，不会感到羞耻或后悔。盛行率据不同估计在0.05%~4%之间（一般超过1%），男性远多于女性。反社会型人格患者认为欺骗、偷窃等行为是“生存”所必需的；他们越年轻时，越可能表现出更极端的行为，为满足私欲不择手段，至中年后则通常有所缓和；严苛的纪律、规范、法律等社会环境也可以缓解疾病症状、预防不良行为。反社會型人格障礙是公認最難治療的心理障礙之一；且这些个体常不认为他们有任何问题，不会寻求治疗。反社会型人格患者常与其他心理障碍（如物质滥用等）共病。反社会型人格和违法犯罪行为有密切联系，可能有约50%~80%的男囚及20%的女囚患有反社会型人格障碍。
反社会型人格障碍主要由美国精神医学学会在《精神疾病診斷與統計手冊》（最新版为DSM-5-TR，2022）中定义，属B类群人格障碍。世界卫生组织《国际疾病分类》第十次修订本（ICD-10）曾定义了社交紊乱型人格障碍（dissocial personality disorder），其中包含反社会型人格障碍（antisocial）、非社交型人格障碍（asocial）、精神病态（psychopathic）、社会病态型人格障碍（sociopathic）等子类型；在最新的ICD-11（2022）中已不再定义所有具体人格障碍类型。不过，ICD-11另用维度的方式描述了六大人格特征或模式，其中“社交紊乱”（英語：Dissociality，6D11.2）的“人格特征”——“漠视他人的权利和感受”，包括“自我中心”和“缺乏共情”——与DSM定义的反社会型人格障碍患者的反社会人格特征有相似之处。此外还有强调冲动性的“脱抑制”特征等。本条目所说的反社会型人格如无特别指明，均使用DSM中的定义；也会介绍ICD-11中提到的人格特征“社交紊乱”等。
部分演化心理學学者对“反社会型人格障碍”的诊断提出了异议，认为反社會型特质与行爲是人类演化形成的心理行为機制库的一种正常功能，并非疾病。

## 症狀與診斷標準
在DSM-5-TR中，反社會人格障礙属于B类群（夸张或不稳定型）人格障碍。具体诊断标准为：

A. 從15歲開始，将“忽視或侵犯他人權益”作为一种习以为常的生活方式，表现出下列至少三項症状：
1. 不能遵守与合法行为有关的社会规范，表现为多次作出可被拘捕的行动。
2. 欺诈，表现出为了个人利益或乐趣而多次说谎，使用假名或对他人进行欺骗。
3. 冲动或不事先计划。
4. 易激惹和攻击性，表现为重复性地打架或攻击。
5. .鲁莽且不顾自身或他人的安全。
6. 一贯不负责任，表现为重复性地不坚持工作或不履行经济义务。
7. 缺乏懊悔，表现为作出伤害、虐待或偷窃他人的行为后显得不在乎或合理化。

B. 至少18岁。
C. 在15歲之前出现品行障碍的迹象（如校园欺凌、虐待动物、打架斗殴等，在家庭、学校违反规范或损害他人权利，甚至被学校开除或被公安机关管教）。
D. 反社會行為不僅僅出现於思覺失調症或双相障碍的发作期中。

反社会型人格患者通常没有建立积极人际关系的能力，缺乏人类正常的友情、亲情；即便实际上没有社交困难，也不会或不能长久维持一段关系。他们愤世嫉俗，对感情、他人、正义都表现出轻蔑、不可一世的态度。他们行为无计划，受偶然性的动机驱使，很容易感到厌烦或焦躁，难以忍受日常事务的单调；因此，他们常移情别恋，从事地位较低的工作，甚至参与违法犯罪活动以回避正常工作需要的稳定踏实乃至追求刺激。此外，反社会型人格患者和常人相比更难从惩罚中吸取教训。
反社会型人格患者常与其他心理障碍共病。多达80%的反社会型人格患者同时患有酒精或药物成瘾；在物质滥用患者中，有约18%（男）/14%（女）的人同时为反社会型人格。物质滥用还可能减少约束力，增加冲动性，从而进一步助长他们的反社会行为。患者自杀的风险也高于常人（尤其是女性患者），这可能与他们的冲动与漠视安全有关。

### ICD-11的相关异常人格特征

#### 社交紊乱
在ICD-11中，“社交紊乱”属于六大异常人格特征/模式之一，其核心特征是“漠视他人的权利和感受”，两大表现为“自我中心”和“缺乏共情”。

自我中心：如权利感，期待他人崇拜，积极和消极的寻求注意行为，关注自我而非他人的需求、欲望和舒适
缺乏共情：即对自己行为造成他人的伤害漠不关心，包括欺骗、操控、利用他人，刻薄或肢体攻击，对他人的痛苦冷漠，为达成自己的目标而冷酷无情

自我中心的表现既可能是积极/有意的，也可能是消极/无意的；消极/无意行为比如未意识到其他个体对他们来说也和自己一样重要。缺乏共情若达到极端程度，可能表现为在几乎没有挑衅刺激的情况下攻击他人，甚至以他人的痛苦为乐等。此外，“缺乏共情”并不必然意味着社交紊乱的个体在认知上不能理解他人的痛苦，只是他们不在乎，乃至将他人的痛苦作为一种手段来达成自己的目标。
社交紊乱与反社会型人格障碍的特征有重合之处但也有不同，如社交紊乱并不强调“冲动/无计划”等特质，“冲动”在ICD-11中主要属于“脱抑制”这项人格特征。

#### 脱抑制
“脱抑制”的核心特点是“基于即时外在或内在刺激（即感觉，情感，思维）的轻率应对而不考虑可能负面结果的倾向”。

### 鉴别诊断
精神病態和反社會人格障礙两个概念之间已作了區分，目前許多研究人員認爲精神病態是一種與反社会型人格重疊，但有區別的疾病。

## 流行病學
反社会型人格是最普遍的人格障碍之一，不同测量方式得到的结果一般在0.05%~2%之间，也有多达4.1%的，并未发现民族或种族差异。一项研究认为在美国成年人中发生率约1.0%。反社会型人格在男性中的发生率远高于女性。在监狱内的人群中，可能有约50%~80%的男囚及20%的女囚患有反社会型人格障碍；在罪行特别严重、作案手段残酷的犯人中比例可能更高。反社会型人格比精神病态与犯罪的关联更高。被關押的罪犯中，診斷為反社會型人格者的比例約為診斷為精神病態者的兩到三倍。多數在海爾氏精神病態量表（Hare Psychopathy Checklist，簡寫為PCL-R）得高分的亦通過反社會人格的診斷標準，而許多反社會人格的診斷標準的在PCL-R上並未得高分。
兩項北美研究和兩項歐洲研究中發現，反社會人格障礙最常見於男性而不是女性，男性被診斷出反社會人格障礙的可能性是女性的三到五倍。作為流行病學流域（ECA）研究的一部分，發現有反社會人格障礙的男性濫用酒精和非法藥物的可能性是沒有ASPD的男性的三到五倍。在一項針對患有反社會人格障礙的男性和女性的研究中，與男性相比，女性更容易濫用藥物。

## 成因

### 生物学因素

#### 遗传因素
大量证据表明，反社会行为（尤其是犯罪行为）有很强的遗传性。反社会型人格在家族中聚集和传递；由于女性发病率远低于男性，“拥有女性反社会型人格亲属”比“拥有男性患病亲属”发病风险更高（参看多基因遗传病#再发风险）。一些可能增强反社会行为的人格特质，如“冷漠-无情”特质，表现出很强的遗传性；在同为高水平冷漠-无情特质的情况下，遗传因素也会增加反社会行为。再如“攻击”特质的遗传度在0.44~0.72之间。
在可能涉及的特定基因中，与控制冲动的5-羟色胺系统有关的基因、与寻求和加工奖赏的多巴胺系统有关的基因最受关注，这些基因与其他基因在促成反社会型人格的形成中有复杂的相互作用。此外，调节神经递质（如儿茶酚胺、单胺氧化酶A、神经肽）活性的有关基因的多态性以及这些等位基因的变异与冲动攻击行为有关。一项研究发现，单胺氧化酶A的基因多态性仅当个体受到儿童期虐待时才与攻击行为相关，表明一些反社会行为是基因与环境共同作用的结果。MAO-A基因被關注，其可分解單胺神經遞質（如血清素和去甲腎上腺素）。各種研究基因與行為關係的研究表明，導致產生較少MAO-A的基因變異，例如啟動子區域的2R和3R等位基因，與男性的攻擊行為有關。這種聯繫還受到早期生活中負面經歷的影響，有低活動性變體（MAOA-L）的兒童比受到高活動性變體（MAOA-H）的兒童遭受虐待的可能性更大。SLC6A4的基因，是另一個與反社會行為和人格特質有關的基因。通過2016年發表的全基因組關聯研究，已經確定了ASPD的其他多種基因候選物。
染色体异常可能也有影响，如罪犯中呈XYY型染色体畸形的比例超过普通人群。

#### 神经生化因素
反社会型人格患者通常在言语技能（包括抽象推理、形成概念等）和执行功能（包括保持注意、自我意识等）方面有缺陷:280-288。从具体大脑活动来看，杏仁核过度反应、前额叶抑制降低可能与反社会型人格患者冲动、攻击阈值较低有关。此外，在前额叶的特定区域上，反社会人格患者与正常人存在结构或功能差异，这些区域參與許多高级认知过程，包括执行功能、从惩罚中学习适应性行为以及共情等等。反社会型人格患者的前额叶皮层体积小于正常人，且前额叶皮层灰质比正常人少约11%（11%的数据样本为男性）。一个事实是，平均来说，男性的前额叶皮层体积小于女性，一些学者认为这是反社会型人格患者数量性别差异巨大的原因之一。总的来说，这些大脑差异可能根本上也是由基因异常导致，也可能是由婴儿期或童年期的生理疾病、中毒等导致；确实在有反社会或犯罪行为的人中，这两种情况曾出现的频率都大于一般人。
反社会型人格患者的唤醒水平也较常人更低，如静息心率较慢等。唤醒水平低可能与他们不惧危险和无法从惩罚中学习有关:289-304：缺乏恐惧在一些环境下（如战场上）是有好处的，但它也可能增加暴力和反社会的倾向——对儿童来说，也更难因为恐惧惩罚而学习到不能从事反社会行为的教训。唤醒水平低也会促使个体去寻求更多刺激。
大腦受傷可能會導致中樞神經系統標準發育受到破壞，從而導致激素釋放，從而改變正常發育模式。睾丸激素是一種激素，在大腦的侵略性中起著重要作用。雖然較低的血清素水平可能與ASPD相關，但也有證據表明，在許多實驗中，血清素功能下降與衝動和攻擊性高度相關。衝動與血清素代謝異常有關。CSP（Cavum septi pellucidi）是邊緣神經發育不良的標誌，它的存在與某些精神障礙（例如精神分裂症和創傷後應激障礙）存在鬆散的聯繫。一項研究發現，與對照組相比，有CSP者的反社會人格障礙的水平明顯更高。

### 心理社会環境因素
一些学者认为儿童期遭受虐待（或父母离异等挫折等）会导致个体无法发展共情能力，进而成为反社会型人格的促成因素之一。确实许多反社会型人格患者从儿童早期就过着被虐待和忽略的生活，他们也许“学着认为世界就是那个样子”。一项研究发现，认为父母照顾水平更低的、认为母亲过度保护的个体表现出更高水平的反社会特质；另一项研究发现，反社会型人格患者曾遭受照料者严厉体罚、父母有物质滥用障碍、父母坐牢/试图自杀的比例比常人更高。不过，这些事实暂都不能说明父母教养等成长环境就是反社会型人格的成因之一（相关≠因果），因为无法排除其他的可能：如可能不是父母行为引起了孩子的反社会行为，而是孩子本身的反社会特质引发了父母的负面行为；如可能反社会特质高的个体血亲受基因影响本身也具有较高的反社会特质，虐待孩子只是这种特质的表现而已；等等。此外，“遗传因素”一节中提到，当个体儿童期受虐待时，单胺氧化酶A的基因多态性就会与攻击行为表现出相关性，若未受虐待则不影响攻击行为，表明“儿童期受虐”这一环境因素确实会与一些基因共同作用，影响个体反社会特质（具体的作用方式并不一定是通过个体的心理认知过程）。
另有观点认为，父母的酗酒吸毒、偷窃抢劫等冲动乃至违法犯罪行为可能对孩子起到不良示范作用，进而促成他们反社会人格的形成。同样，无法轻易证明这种因果关系，因为可能这些行为都是由基因遗传而非“示范作用”导致的。一些领养研究发现，养子的犯罪记录与生父——而非养父——更加相似。
“神经生化因素”一节中提到，唤醒水平较低会促使个体寻求刺激。寻求刺激既有良好或中性的方式（如蹦极、跳伞等），也有暴力犯罪等负面形式，如果负面形式未遭到应有的惩罚乃至得到家人/同伴的鼓励/奖赏，以及中性或良好的方式难以获得等，个体的反社会特质则可能通过学习作用得到加强:205-217。

## 治療

### 药物治疗
药物难以改变人格结构。藥物在治療反社會人格障礙方面的應用仍未得到很好的探索，關於使用藥物治療反社会型人格的嚴格證據目前尚無定論，並且尚未有FDA批准專門用於治療反社会型人格的藥物。尽管如此，仍有药物可短期缓解或控制一些症状，如抗癫痫药物可控制冲动/攻击行为，特别是对于脑电图有异常波幅的患者。锂制剂和非典型抗精神病药物也已在控制冲动/攻击行为方面取得成功。一般不主张对任何人格障碍常规使用药物，因为长期效果难以确定。除药物外，电休克疗法可能也有用处。

### 心理治疗
反社会型人格障碍个体一般不认为他们有任何问题，不会主动寻求治疗，通常只有在违法犯罪被投入监狱等情形下，他们才被迫接受治疗；并且，反社会型人格的特征之一就是合理化自己的行为，将造成自己困境的原因归于他人，不承认自己负有责任。因此，许多临床心理学家或精神病学家也不对心理治疗抱太大希望。心理治疗的方式通常为认知行为疗法，如：帮助患者识别冲动及愤怒行为的诱因，找到合适的替代策略来控制它们；帮助患者更了解自己行为对他人造成的影响等。

## 預期後續發展
反社會型人格障礙是公認最難治療的心理障礙之一。尽管如此，从一生的时间跨度来看，反社会型人格患者至中年后症状通常会有所缓和（如在30岁或40岁之后），尽管仍然难以建立家庭，难以与亲人或朋友建立持久、尽责、亲密的关系。一项研究发现反社会型人格患者在18~30岁的患病率为2.3%，到了65岁则低于0.05%，减少了98%。这一趋势可能是因为患者在心理或神经系统方面的成熟，也可能是因为很多反社会型人格患者被投入监狱或受到其他社会约束而无法实施反社会行为。尤其是那些在童年时没有品行障碍，在青少年时或刚成年时才出现反社会倾向的人，随着年龄增长改善的可能性更大。

## 争议
部分演化心理學学者認爲：反社會型特质与行爲是人类演化形成的心理行为機制库的一种正常功能，而非异常或疾病。尽管欺骗、霸凌等反社会行为很可能招致报复或惩罚等，而损害“反社会者”本人的生存繁殖利益，但特殊情况下也可能大幅增加他们的基因延续机会，所以“反社会者”才始终在人群中保持一定的比例。反社会型人格极难治疗的特点恰恰表现了这种人格的内部自洽性（绝大多数其他心理障碍患者均会感到痛苦，有寻求治疗的意愿）。因爲反社会行为会严重損害其他大多数人的生存繁殖利益，反社会型人格才一直被大众乃至臨床心理學家錯誤地視作一種疾病。

#### 诊断中的文化因素
臨床心理學的社會文化論認為疾病受文化方面的影響。關於法律體系應在多大程度上識別和接納具有ASPD初步症狀的患者，也一直在爭論不休。有爭議的臨床精神病醫生Pierre-ÉdouardCarbonneau指出，誤診的可能是災難性的。由於缺乏足夠的證據，無法診斷的文化或環境影響，精神醫生需要忽略，用他的話說，是“謹慎行事”。

## 歷史
自心理醫學發現此人格障礙，近百年來便有不同醫學名詞出現，大致為：無罪感（Guiltlessness）、精神病態性人格卑劣（Psychopathic inferiority）、悖德症（Moral insanity）、悖德痴愚（Moral imbecility）。現代則多為用反社會人格（Sociopathy）等醫學名詞。DSM的第一版於1952年列出了反社會人格障礙。1968年的DSM-II重新排列了類別，“反社會人格”被列為十種人格障礙之一。個體可能有欺騙他人、操控他人、損人利己的行為發生，反社会人格高智商者輕則侵犯他人權益，重則會參與金融犯罪、或者妨害智慧財產權，反社会人格低智商者輕者則自我放縱（如吸毒、酗酒），重者則損人利己（如打架、謀殺、危害社會、犯罪）。